# 上海南汇长桥山庄
上海南汇长桥山庄（简称长桥山庄）创建于1993年初，规划用地300亩，属于上海市一级公墓。地址位于上海市浦东新区新场镇沪南公路7960号。